# لینکلن الکتریک
لینکلن الکتریک (انگلیسی: Lincoln Electric) یک شرکت چندملیتی تولید کننده لوازم جوشکاری، تجهیزات جوشکاری قوسی، مواد مصرفی جوشکاری، برشکاری پلاسما، برشکاری اکسیژنی و ربات‌های جوشکار است.